# 4e armée (Autriche-Hongrie)
Pour les articles homonymes, voir 4e armée.

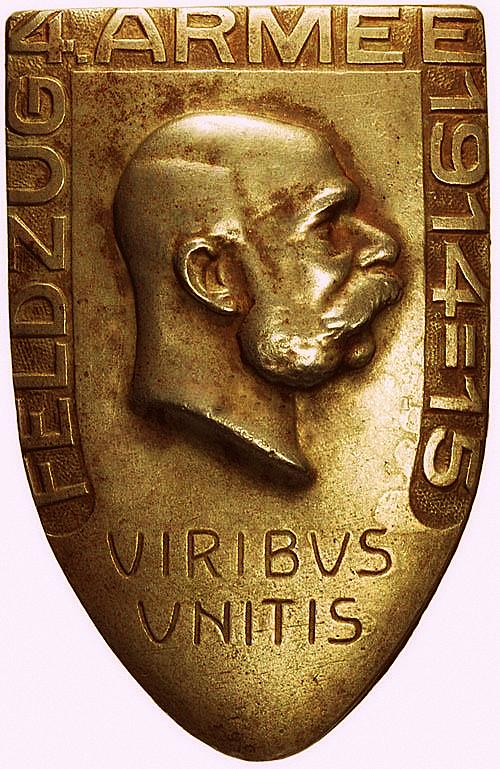
Insigne de la 4e armée, 1915.

La 4e armée austro-hongroise est une grande unité (armée) de l'armée austro-hongroise pendant la Première Guerre mondiale. Elle fait toute la guerre sur le front de l'Est. Elle est dissoute en mars 1918.

## Historique

### 1914

Première phase de la bataille de Lemberg, août 1914 : la 4e armée (Cetrta) est entre la 1re (Prva) et la 3e (Tretja).

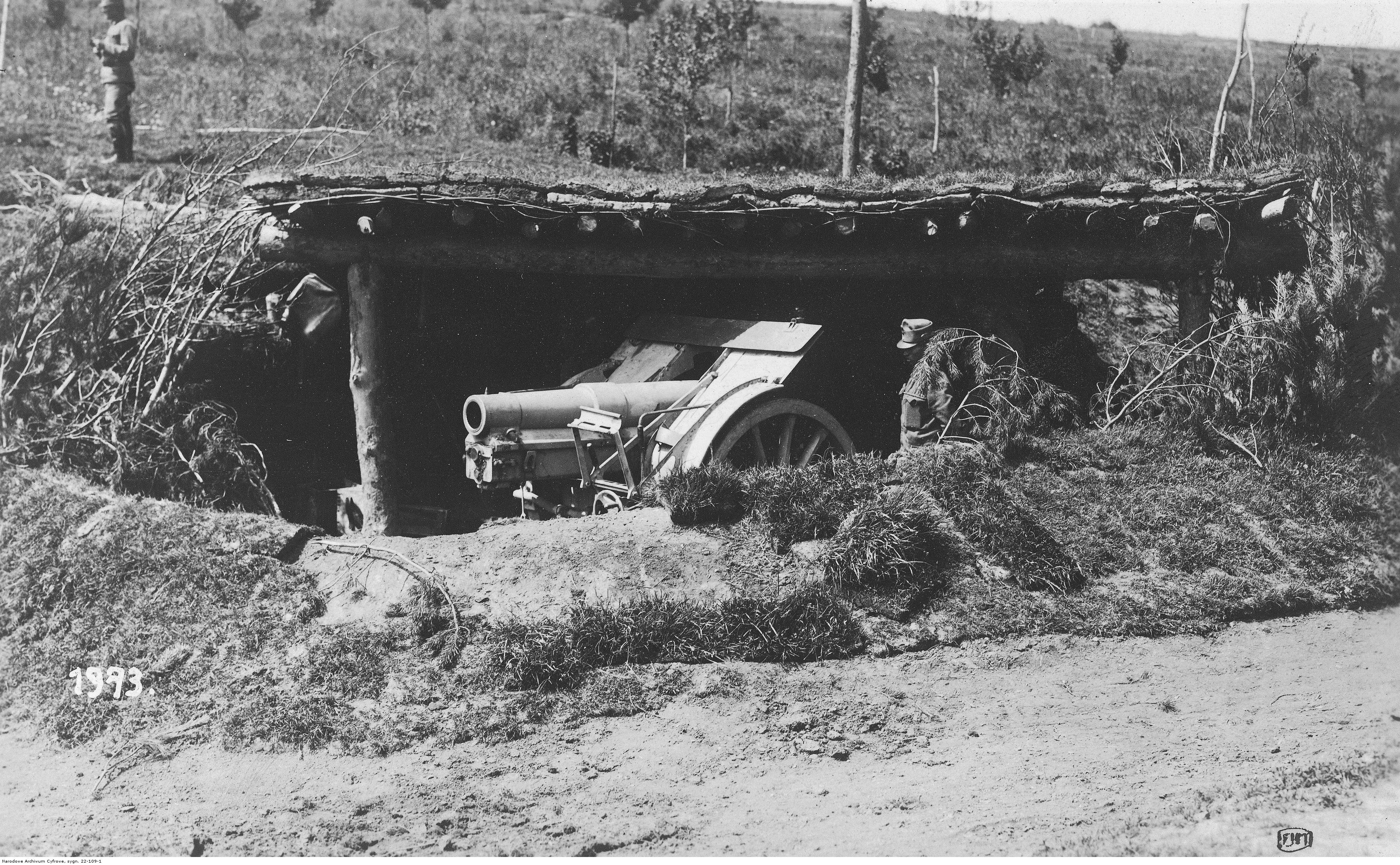
Pièce d'artillerie austro-hongroise, 1914-1918.

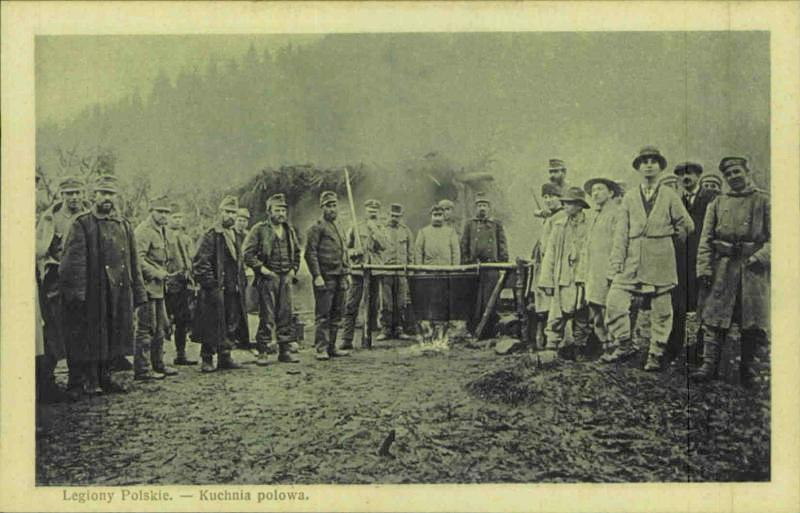
Cuisine de campagne de la 1re brigade de la Légion polonaise sous commandement austro-hongrois, 1914-1917.

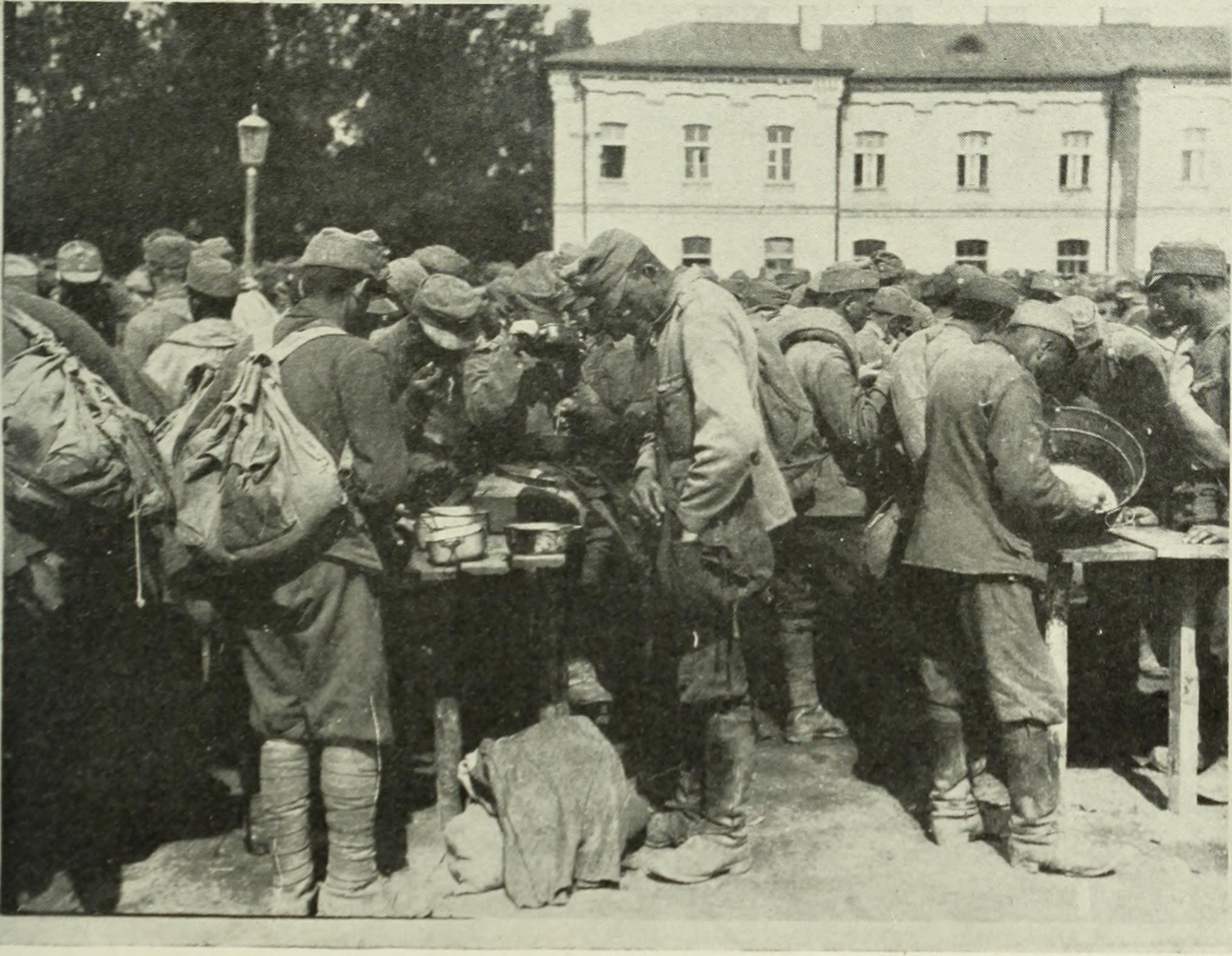
Prisonniers de guerre austro-hongrois en Galicie, The Times history of the war (1914).

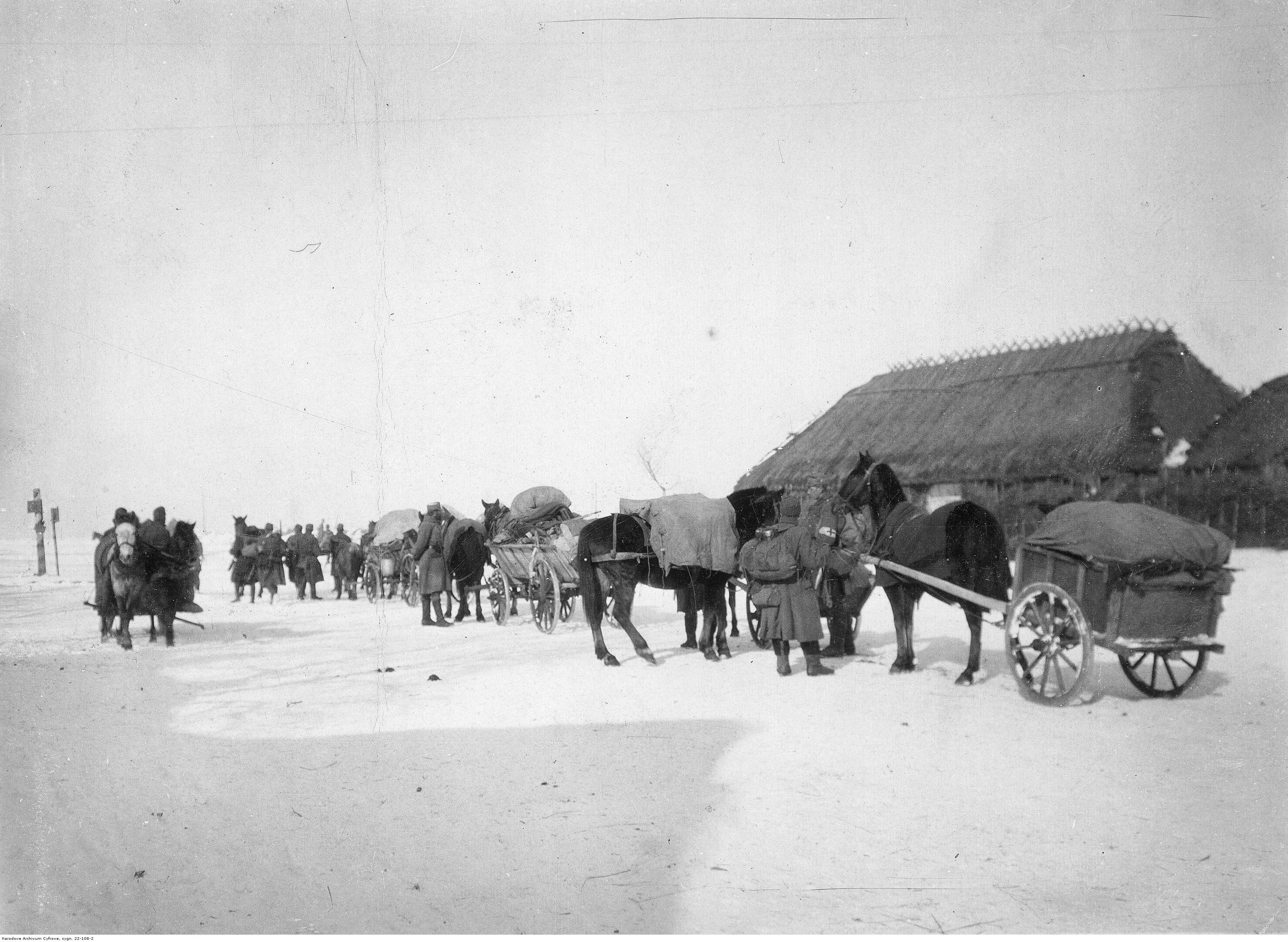
Troupes austro-hongroises en Pologne, 1914-1918.

Lors de la mobilisation de l'été 1914, la 4e armée, sous le commandement du General der Infanterie Moritz von Auffenberg, est déployée en Galicie, autour de la grande forteresse de Przemyśl, à la frontière de la Pologne russe. Elle est couverte à l'ouest par la 1re armée (Viktor von Dankl) sur la rivière San, à l'est par la 3e armée autour de Lemberg (Lviv), sur le Sambir. Le plan initial du chef d'état-major général austro-hongrois, Franz Conrad von Hötzendorf, prévoit une avance rapide de ces trois armées vers la Pologne centrale en profitant de la relative lenteur de la mobilisation russe. Ce calcul se base sur une sous-estimation du système ferroviaire russe qui, en 1914, arrivera à acheminer 260 trains par jour vers le front contre 153 pour les Austro-Hongrois. Pour contrer la supériorité numérique russe, Conrad rappelle une partie des forces de la 2e armée, engagée sur le front de Serbie, mais elles arriveront trop tard. La 4e armée se met en marche le 25 août : partant d'une ligne Zamość–Tomaszów, elle doit atteindre Chełm, couper la voie ferrée de Brest-Litovsk et former une tête de pont sur le Boug. Elle comprend alors 138 bataillons et demi d'infanterie, 47 escadrons de cavalerie et 432 pièces d'artillerie et se compose des unités suivantes :
- IIe corps (Blasius von Schemua (de))
  - 4e, 13e et 25e divisions d'infanterie
- VIe corps (Svetozar Borojević von Bojna)
  - 15e, 27e et 39e divisions d'infanterie
- IXe corps (général von Friedel remplacé le 27 août par Lothar von Hortstein (hr))
  - 10e et 26e divisions d'infanterie

En seconde ligne, trois corps en formation doivent appuyer l'offensive :
- XVIIe corps (Karl Georg Huyn (de) remplacé le 2 septembre par Karl Křitek)
  - 19e puis 41e divisions d'infanterie
- XIVe corps (archiduc Joseph-Ferdinand de Habsbourg-Toscane)
- Corps de cavalerie Wittmann (de)
  - 6e et 10e divisions de cavalerie

Le IIe corps est recruté principalement en Autriche germanophone, le IXe parmi les Allemands de Bohême et Moravie, le VIe en Hongrie.
Cependant, les reconnaissances de cavalerie des 1re et 4e armées sont interceptées par la cavalerie russe démontée et les deux armées avancent pratiquement à l'aveuglette. Le décryptage du code secret de l'armée russe constitue le seul avantage des Austro-Hongrois, leur permettant de lire les messages radio russes. Lors de la bataille de Komarów (29 août - 2 septembre), la 4e armée repousse la 5e armée russe, à la grande surprise de Conrad qui, lorsque Guillaume II le fait décorer de la croix de fer, dit ironiquement aux envoyés allemands : « Si seulement je savais pourquoi ! ». Cependant, lors de la bataille de Rava-Rouska (6 - 11 septembre), la 4e armée se déporte vers l'est pour porter secours à la 3e armée en difficulté. Les 6 et 7 septembre, les unités austro-hongroises flottent entre des instructions contradictoires : Auffenberg, chef de la 4e armée, ordonne au XIVe corps de l'archiduc Joseph-Ferdinand de couvrir ses arrières menacés par la contre-attaque de la 5e armée russe tandis que Conrad, passant par-dessus la tête de ses subordonnés, demande à l'archiduc de venir en renfort de la 1re armée, puis de diviser ses forces, envoyant 3 divisions à Dankl et 2 à Auffenberg. Joseph-Ferdinand, en fin de compte, ordonne au XIVe corps de revenir en soutien de la 4e armée mais trop tard pour empêcher le désastre : la 3e armée russe exploite la brèche, obligeant les forces austro-hongroises à battre en retraite précipitamment. Le 11 septembre, le XVIIe corps austro-hongrois est enfoncé par le XIe corps russe : la 4e armée doit se retirer en hâte et Conrad donne un ordre de repli général en abandonnant la Galicie orientale. Le 30 septembre, Auffenberg est limogé et remplacé par l'archiduc Joseph-Ferdinand.
La première campagne de Galicie est un désastre pour les Austro-Hongrois qui, en 17 jours, ont perdu 100 000 tués, 220 000 blessés, 100 000 prisonniers et 216 pièces d'artillerie.
À la fin de septembre, la 4e armée parvient à établir un nouveau front entre Radymno et Medyka. Pendant la bataille de la Vistule (29 septembre - 31 octobre), les 3e et 4e armées conduisent des attaques de diversion sur le San pour soutenir l'offensive de la 9e armée allemande en Pologne centrale.
Entre le 16 et le 24 novembre, la 3e armée russe mène une nouvelle offensive en direction de la ville fortifiée de Cracovie. Le XIe corps austro-hongrois (Stephan von Ljubičić (de)) parvient à arrêter l'avance russe sur le Dunajec, près de Tarnów. Lors de la bataille de Cracovie (de) (16-15 novembre), les VIe, XIVe et XVIIe corps de la 4e armée doivent se replier vers une ligne Wieliczka - Dobczyce. La Légion polonaise, nouvellement créée au sein des forces austro-hongroises, couvre la retraite de l'armée. La bataille de Krzywopłoty (en) (17-18 novembre 1914) est le premier engagement important des légionnaires polonais et leur chef, Józef Piłsudski, les appelle « nos Thermopyles ».
Lors de la bataille de Limanowa (1er - 13 décembre 1914), l'Armeegruppe du général Josef Roth (de), avant-garde de la 4e armée renforcée par la 47e division de réserve allemande et la 13e division de Schützen (Eduard von Kreysa), mène une contre-offensive avec succès contre la 3e armée russe.

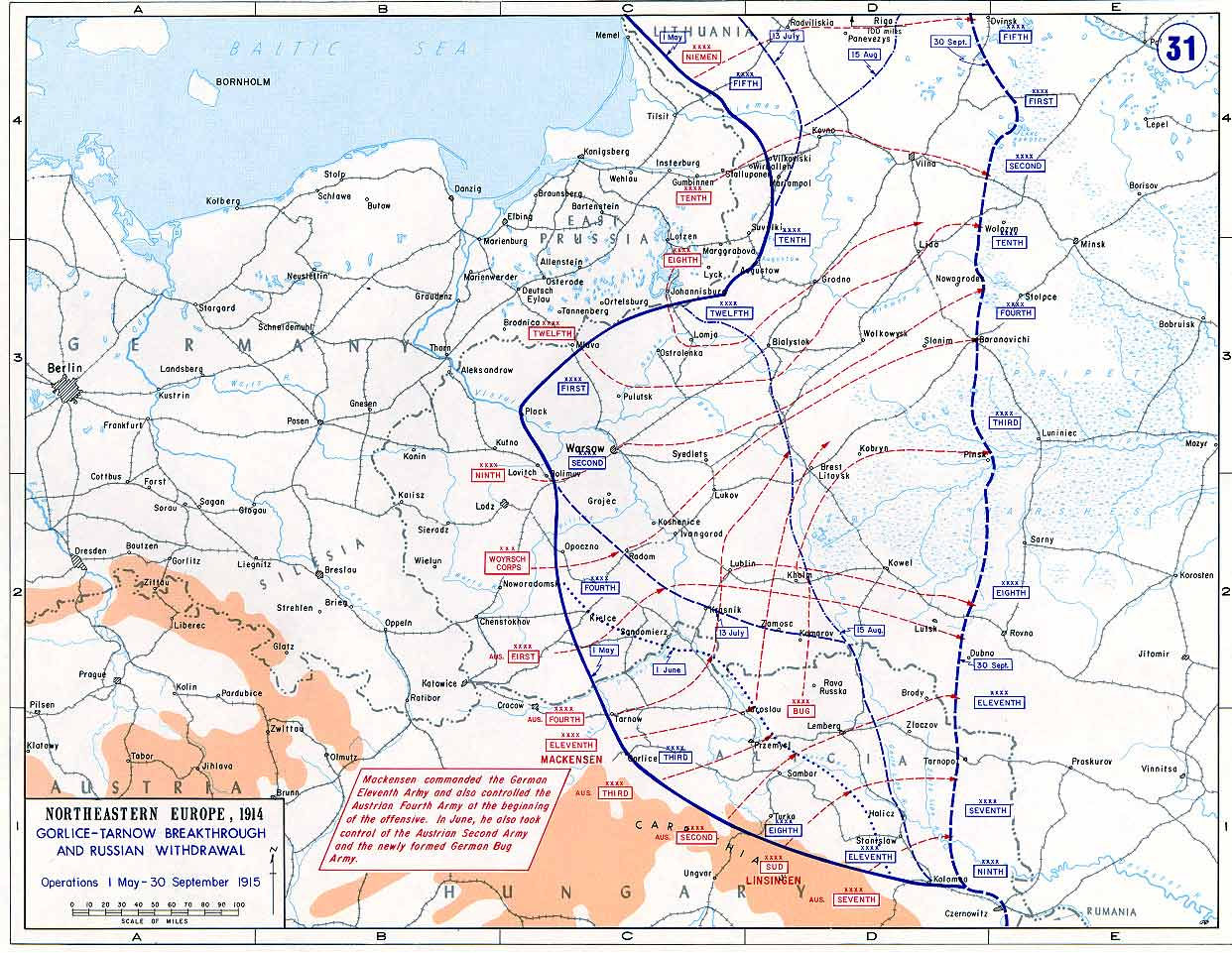
Le front de mai à septembre 1915 : avance de la 4e armée de Tarnów à Brest-Litovsk.

### 1915

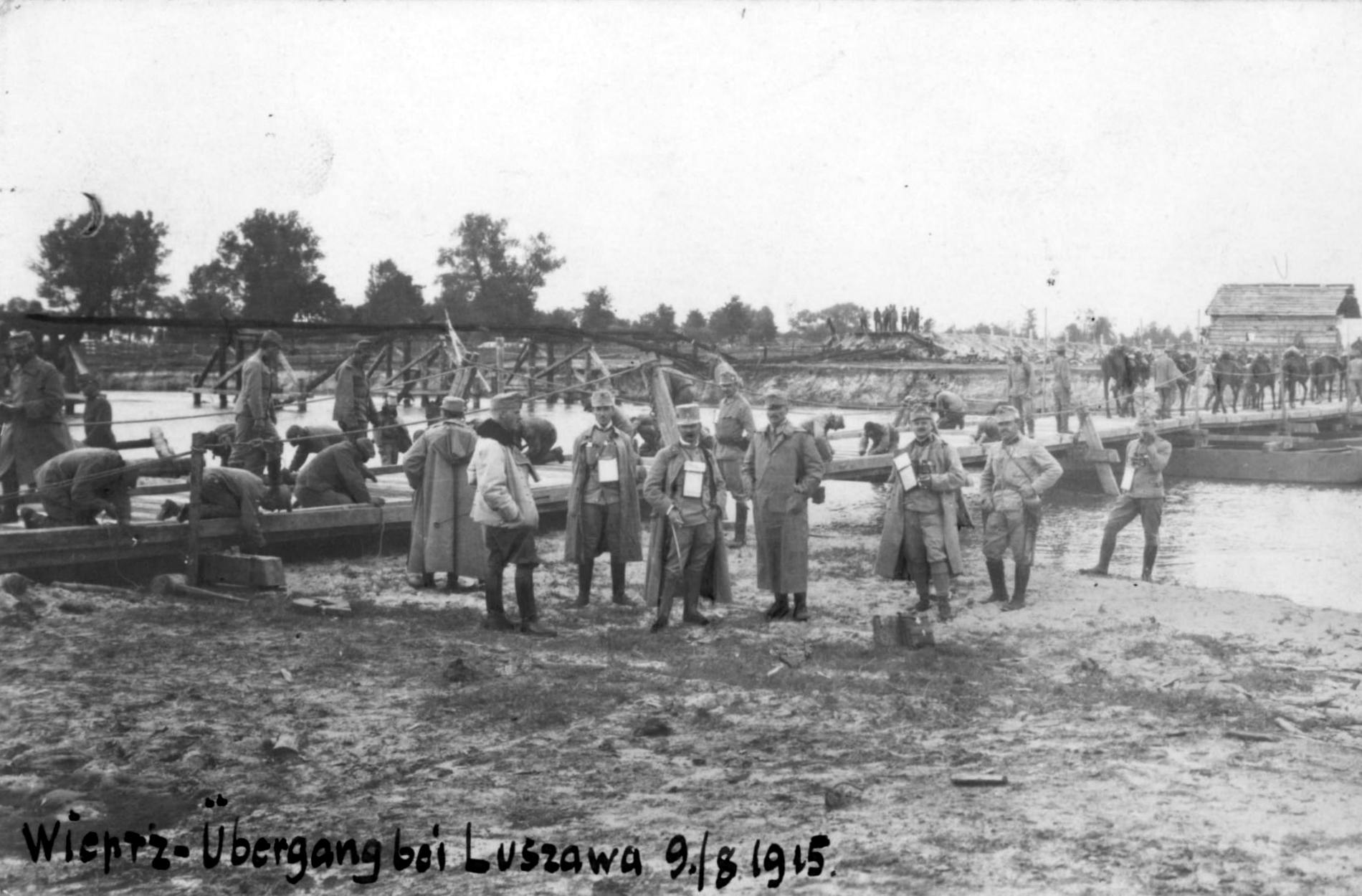
Traversée du Wieprz par le 59e régiment d'infanterie de Haute-Autriche, 9 août 1915.

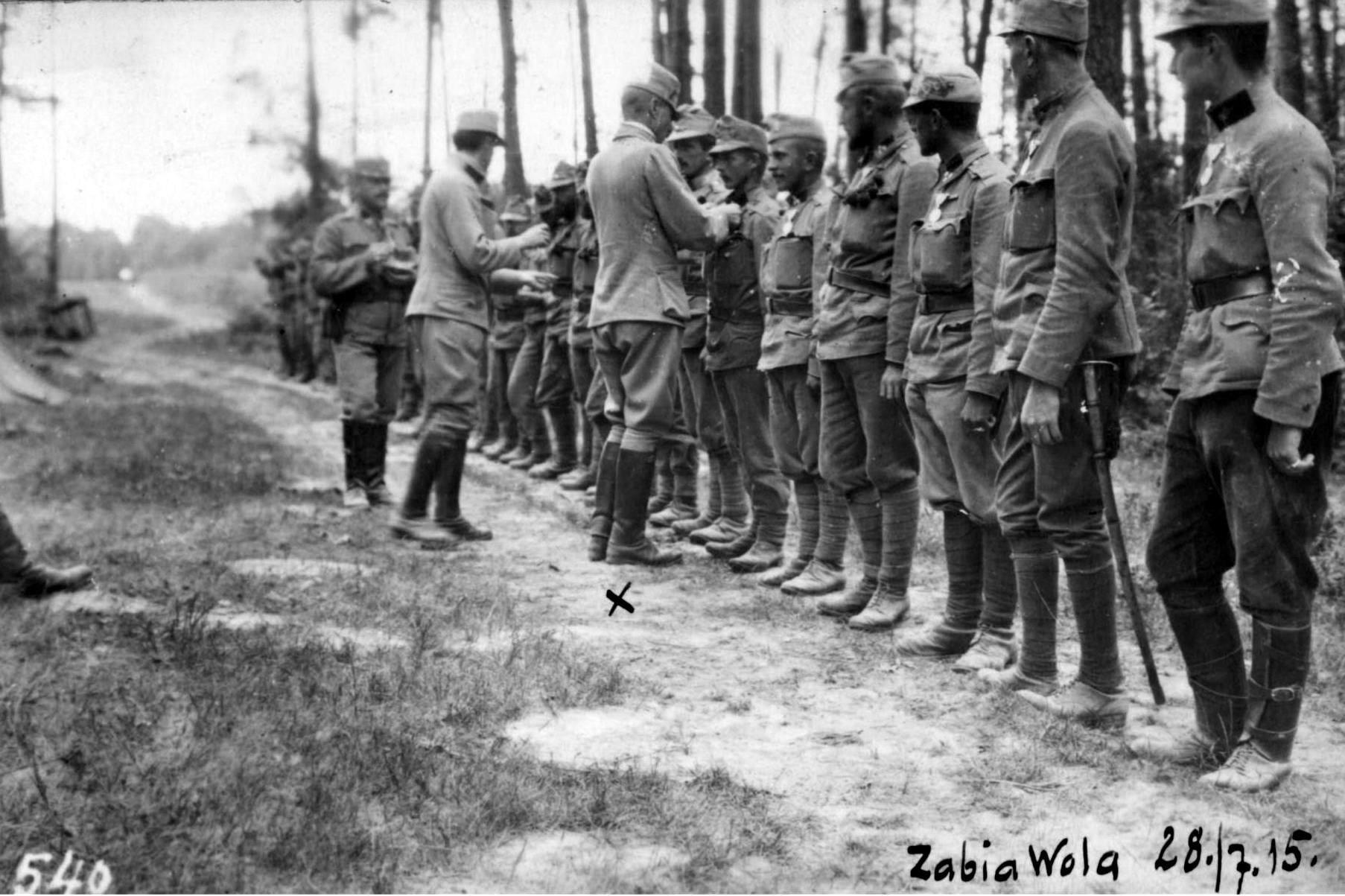
Remise de décorations au 59e régiment d'infanterie de Haute-Autriche, 28 juillet 1915.

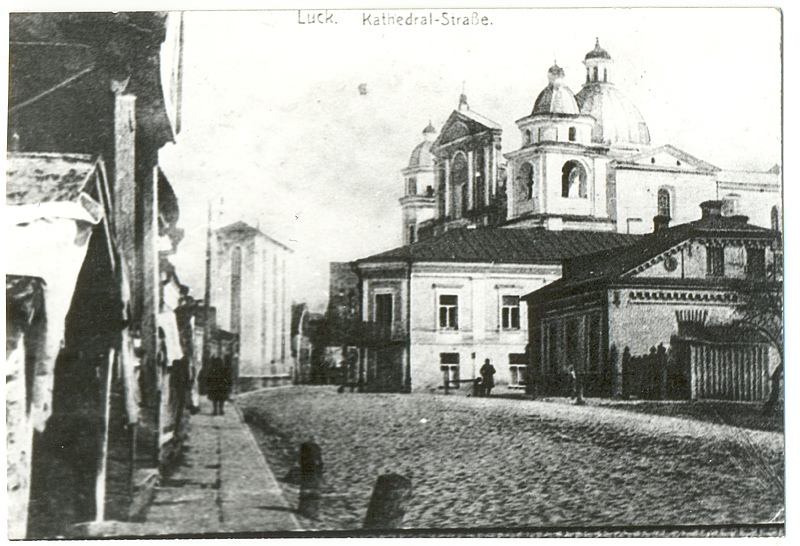
La rue de la cathédrale à Loutsk, carte postale en allemand, v. 1915-1916.

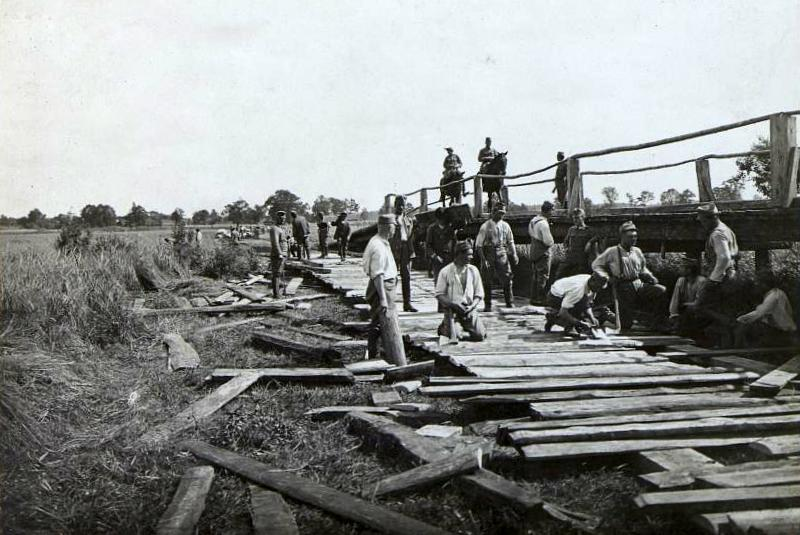
Construction d'un pont sur le Styr, près de Loutsk, par l'armée austro-hongroise en 1916.

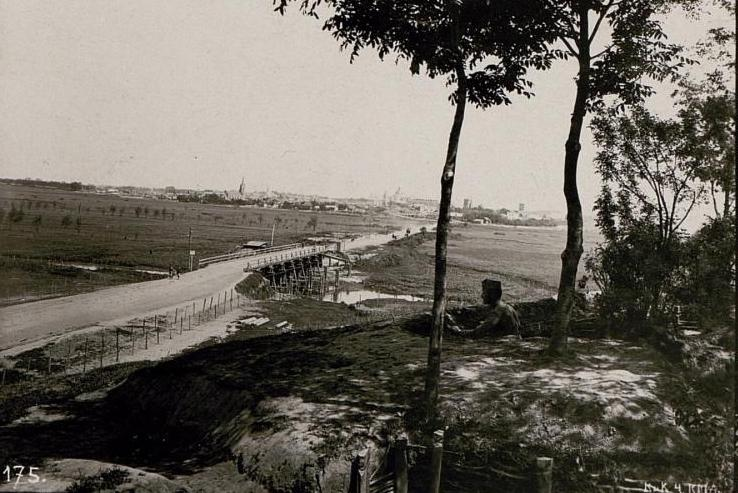
Position défensive près du pont du Styr, 1916.

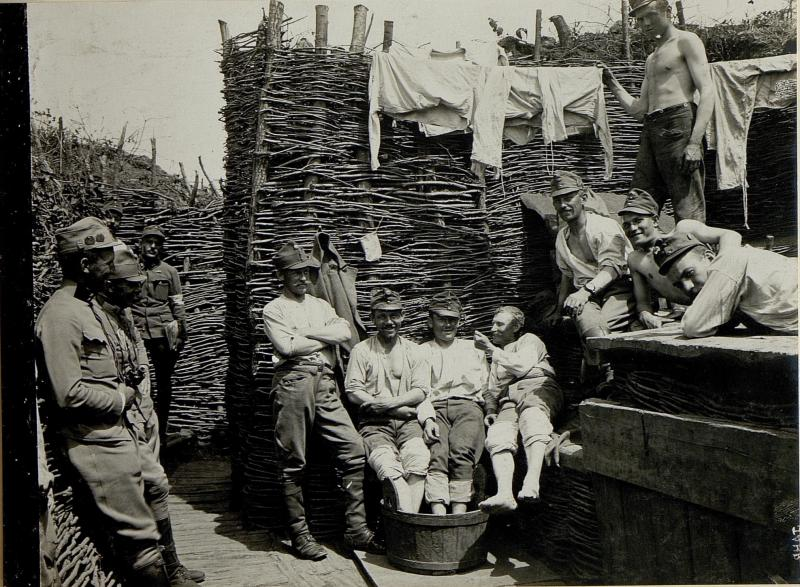
Moment de détente du 88e régiment d'infanterie de Beroun sur le front de Galicie, v. 1915-1917.

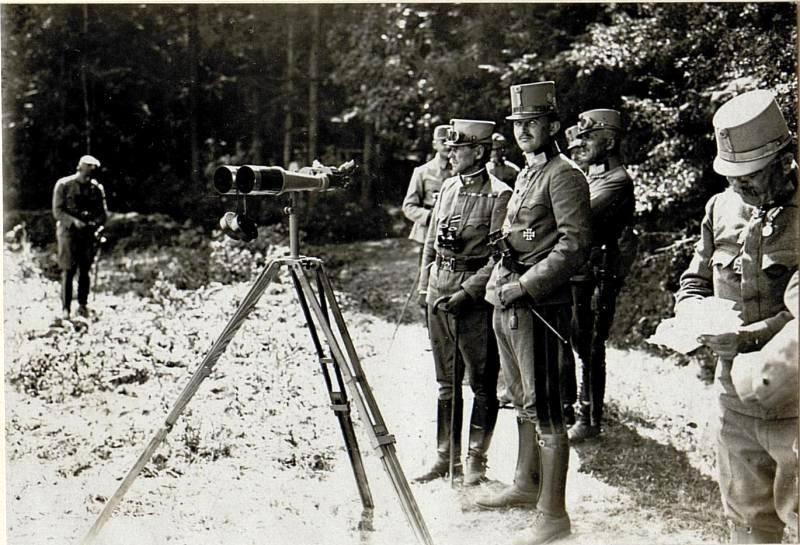
L'archiduc Charles (futur empereur) visitant l'état-major du VIIIe corps à Loutsk, 1916.

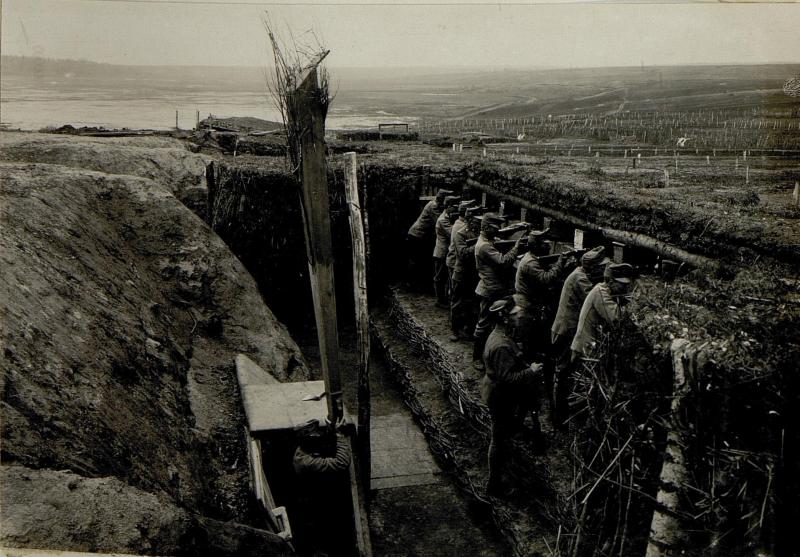
Tranchée austro-hongroise près de Pidhaïtsi, v. 1915-1917.

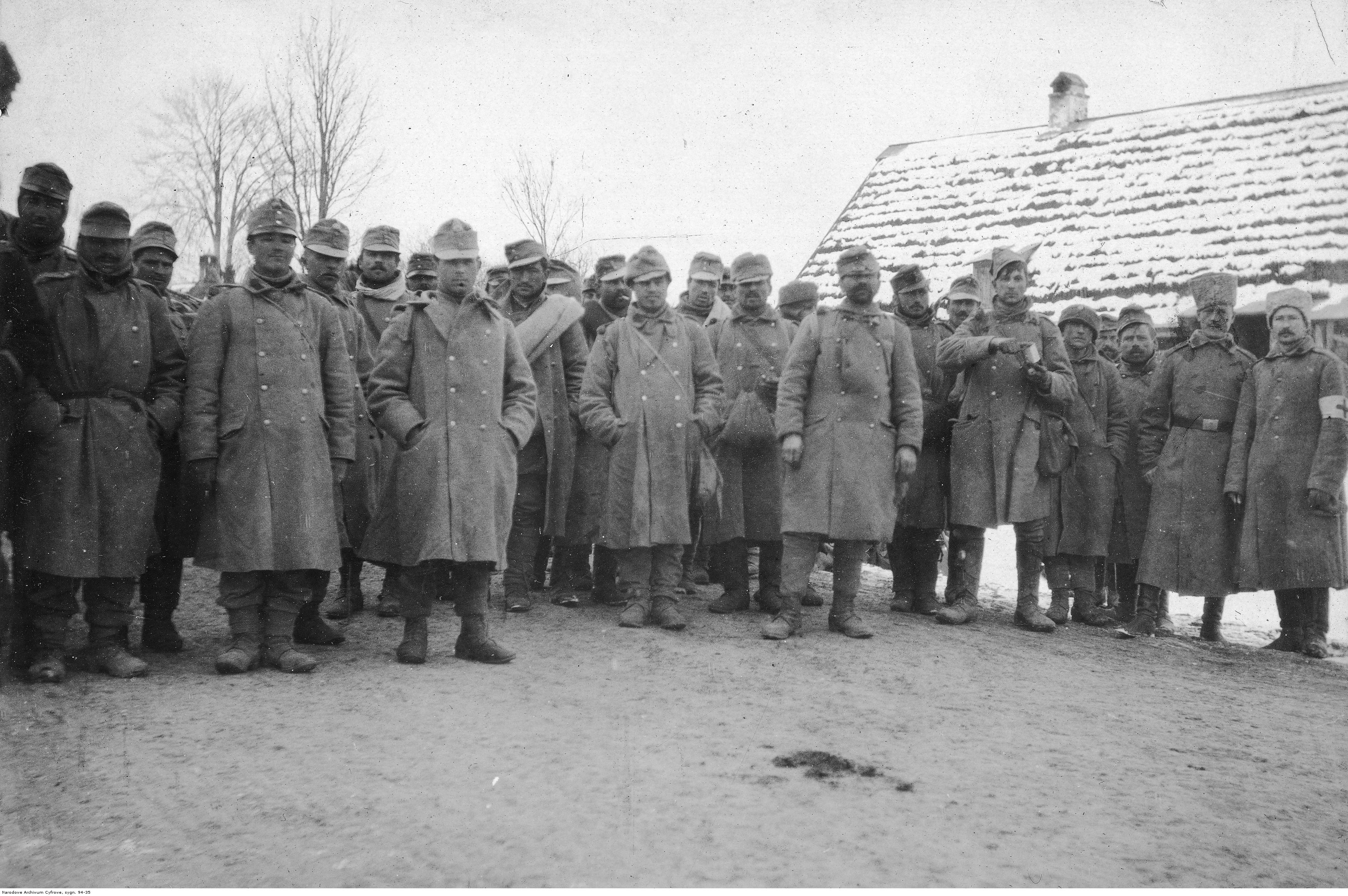
Prisonniers de guerre austro-hongrois en Russie, v. 1914-1915.

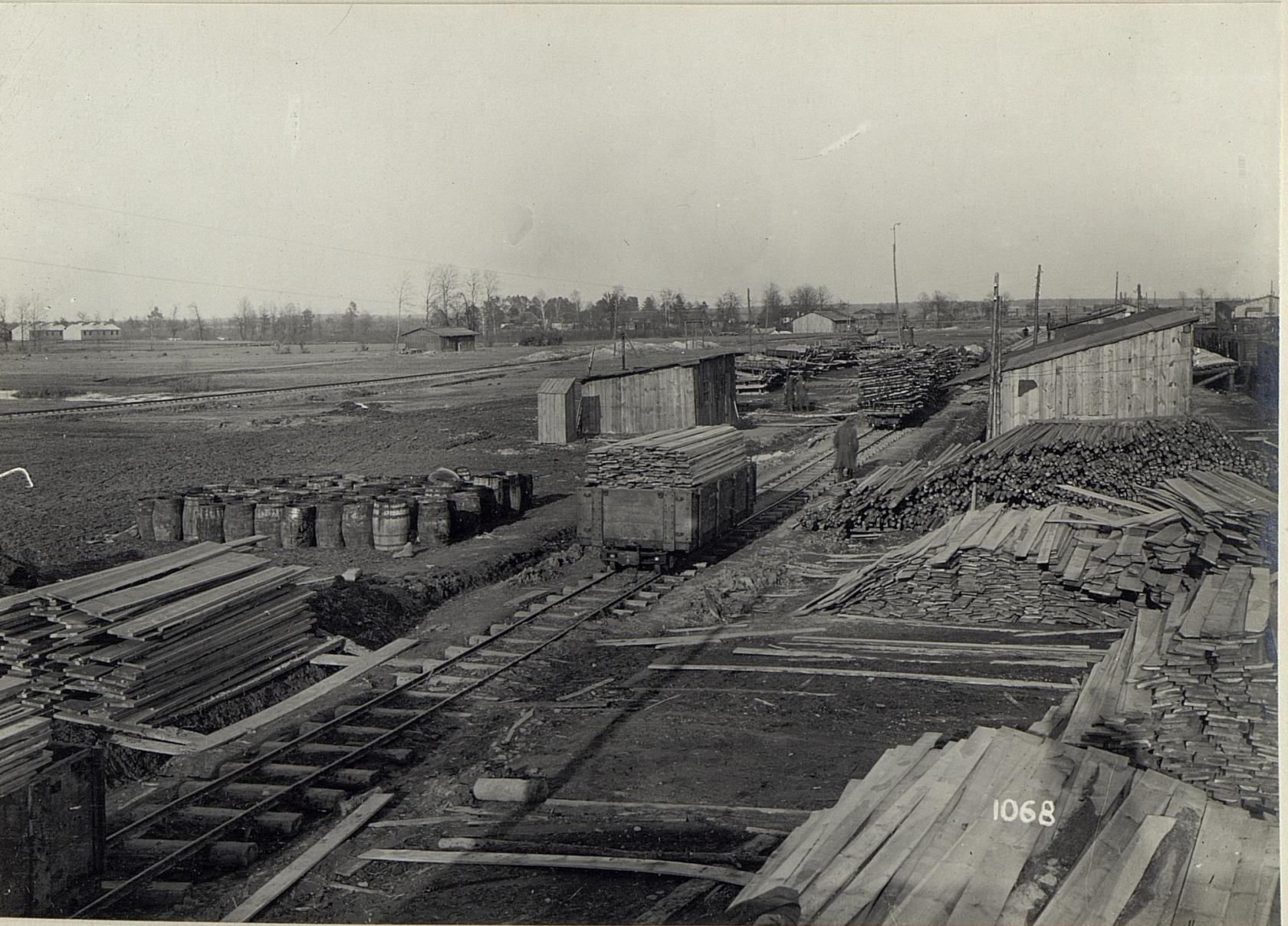
Gare de ravitaillement de la 4e armée à Kovel, v. 1917.

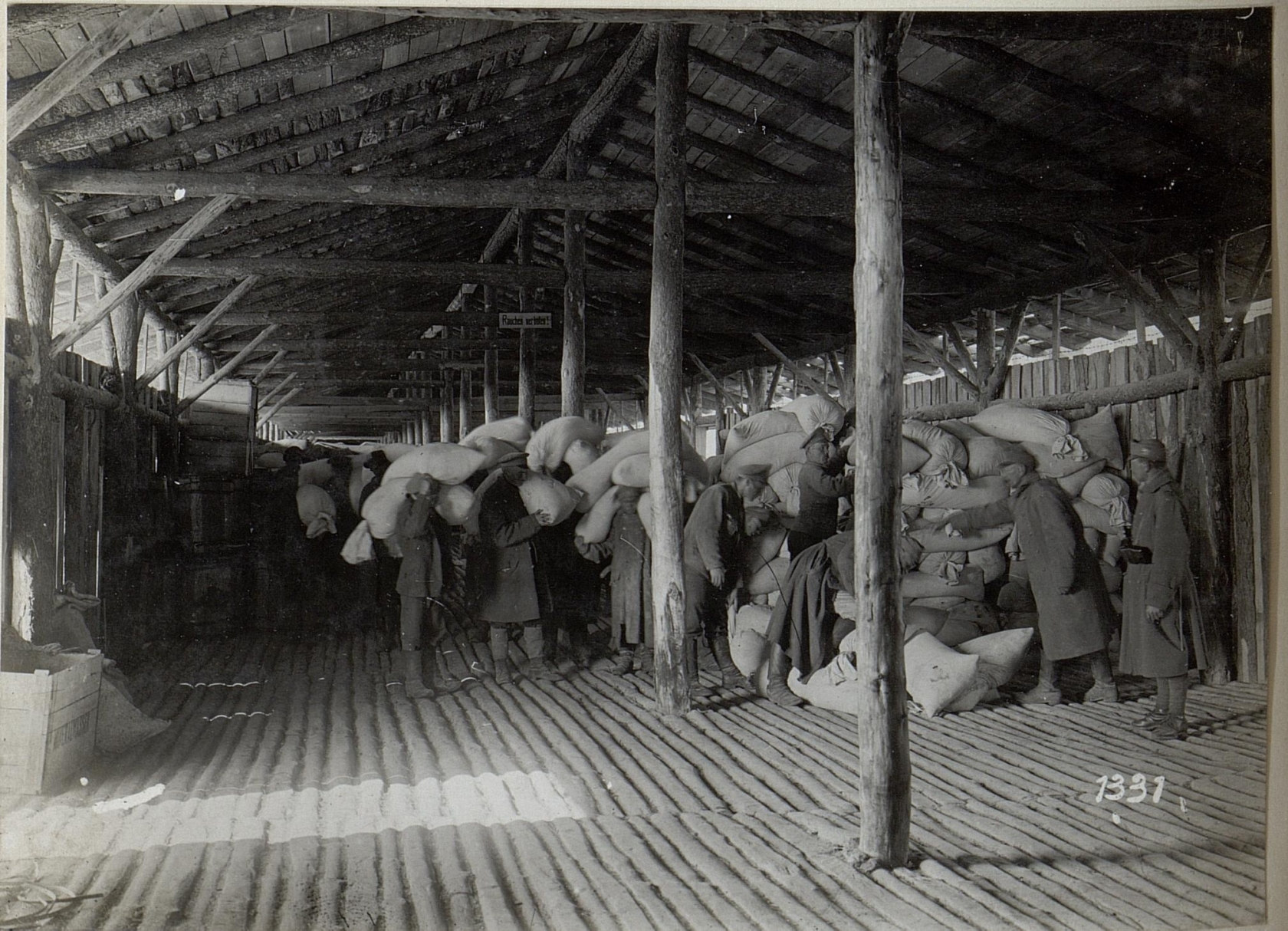
Entrepôts de la 4e armée à Kovel, v. 1917.

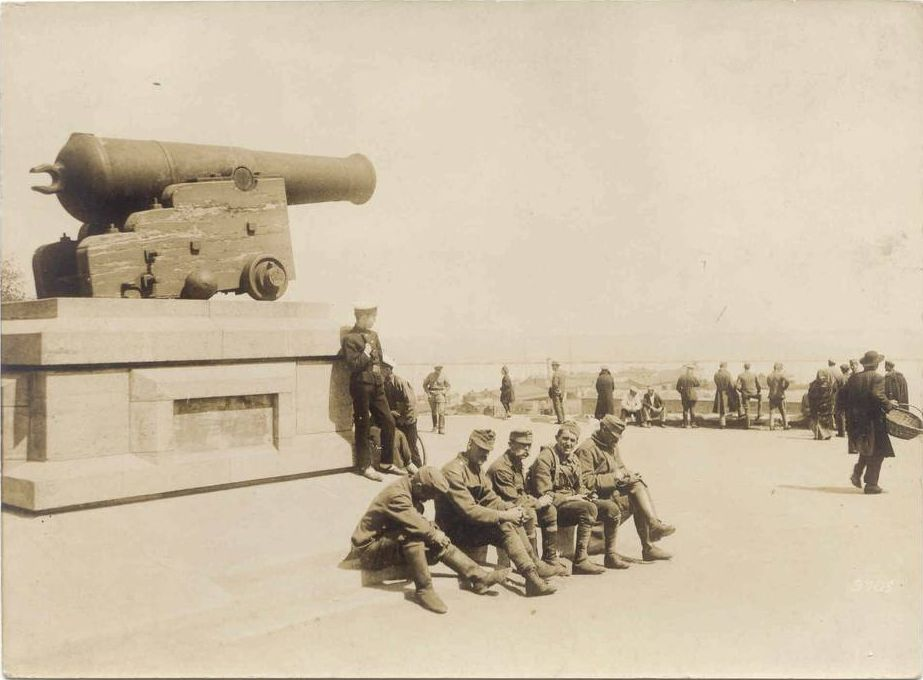
Troupes d'occupation austro-hongroises à Odessa, 1918.

À la fin d'avril 1915, la 4e armée est intégrée, avec la 11e armée allemande, au nouveau groupe d'armées von Mackensen commandé par le général allemand August von Mackensen. Elle prend part à l'offensive de Gorlice-Tarnów qui permet de reconquérir la Galicie orientale. La 4e armée franchit le Dunajec avec huit divisions d'infanterie, une de cavalerie et 253 pièces d'artillerie répartis dans les unités suivantes :
- 62e division combinée (Rudolf Stöger-Steiner von Steinstätten) et troupes de Landwehr
- XIVe corps (Josef Roth (de))
  - 3e division d'infanterie (Ernst Horsetzky (de))
  - 8e division d'infanterie (Ludwig von Fabini)
  - 47e division de réserve allemande (Alfred von Besser)
- IXe corps (Rudolf Králíček (de))
  - 10e division d'infanterie (Artur von Mecenseffy (de))
  - 8e division d'infanterie (Ernst Kletter (hr))

Le XIVe corps opère dans le secteur de Tarnów, le IXe part de Gromnik en direction de Brzostek.
La 4e armée, avec la 11e armée allemande, participe à la reprise de Przemyśl (4-5 juin), puissante forteresse austro-hongroise prise par les Russes trois mois plus tôt. Le 12 juin, le XVIIe corps jette deux ponts sur le San à Leżachów tandis que le VIe corps austro-hongrois (12e division autrichienne et 39e division hongroise) déborde la forteresse par l'est pour empêcher les Russes d'établir une nouvelle ligne de défense. À la fin de la journée, les XVIIe et IXe corps ont élargi leur tête de pont jusqu'à Piskorowice.
À la fin de juin, la 4e armée couvre l'aile gauche du groupe d'armées von Mackensen lors de l'offensive du Boug. Elle subit, du 3 au 6 juillet, une contre-offensive de la 4e armée russe qui l'oblige à reculer vers Kraśnik. À partir du 9 juillet, l'offensive menée par les forces allemandes en Pologne centrale détourne les réserves russes et permet à la 4e armée de reprendre son avance : les XVIIe et VIIIe corps franchissent la Krzna à l'ouest de Bielsko-Biała et font leur jonction avec le corps allemand Woyrsch sur la Klukowka.
Cependant, la situation des forces austro-hongroises devient critique sur le front italien où elles doivent faire face à l'offensive italienne de l'Isonzo. Le 25 juillet, Conrad décide de retirer le XIVe corps du front russe pour le transférer à la 5e armée, commandée par le général Borojević von Bojna, en Frioul. Le 27 juillet, le Feld-maréchal Erich von Falkenhayn, chef d'état-major général des forces allemandes, oppose son veto à cette décision qui affaiblirait l'offensive principale sur le front russe : le XIVe corps reste finalement en Pologne.
Le 17 août, deux corps allemands, le XXIIe et le Xe corps de réserve, prennent d'assaut la nouvelle ligne de défense russe entre la Krzna et le Boug. La 4e armée, appuyée par la 105e division allemande, franchit le Boug dans le secteur de Janów Lubelski. Le 19 août, les XVIIe et VIIIe corps austro-hongrois atteignent la boucle de la Koterka entre Tokary et Vowchyn.
À la fin d'août, la Grande Retraite de l'armée russe permet à la 4e armée de reprendre son avance et d'entrer en Volhynie russe. À partir du 27 août, les 1re et 4e armées sont engagées dans la bataille de Rivne (Rovno). Le 31 août, la 4e armée s'empare de l'important nœud de communications de Loutsk. Mais, le 22 septembre, une contre-offensive de la 8e armée russe reprend Loutsk, tenue par le XIVe corps (Josef Roth), et met la 4e armée en grave difficulté : les Russes capturent près de 70 000 prisonniers austro-hongrois et s'emparent d'une telle quantité d'armes légères et de munitions austro-hongroises qu'ils peuvent rééquiper à neuf leurs propres unités. Le 26 septembre, une contre-attaque du corps allemand Gerok, franchissant le Styr sur le flanc des Russes, permet aux Austro-Hongrois de se dégager et de reprendre Loutsk.
Entre-temps, compte tenu de l'état d'épuisement des forces austro-hongroises, Conrad doit accepter une subordination de l'armée impériale et royale au haut-commandement allemand. Le 15 septembre, Falkenhayn dicte à Conrad la nouvelle organisation des forces des Empires centraux sous tutelle allemande : le front des Balkans est placé sous le commandement du Feld-maréchal von Mackensen tandis que la 4e armée, avec l'armée du Boug allemande, forme le nouveau groupe d'armées germano-austro-hongrois commandé par Alexander von Linsingen. Cependant, Conrad n'ose pas annoncer cette décision à l'archiduc Joseph-Ferdinand, membre de la famille impériale et jusque-là chef nominal de ce groupe d'armées : c'est seulement le 23 septembre, à la suite de la perte de Loutsk, qu'il se résout à placer l'archiduc sous les ordres de Linsingen. Il était impossible de blâmer l'archiduc pour la défaite de Loutsk car, depuis le début de la guerre, les communiqués austro-hongrois lui accordaient le rôle le plus brillant : c'est donc son chef d'état-major, Joseph von Paić, qui est démis de ses fonctions. Conrad lui donne pour successeur le général Berndt que l'archiduc ignore ostensiblement.
Au total, la campagne de Galicie de 1915 a coûté à l'armée austro-hongroise 230 886 hommes dont 109 280 disparus, pour la plupart faits prisonniers. À l'automne 1915, le front se stabilise bien que des combats de position se prolongent sur l'Ikva. La 4e armée compte alors 76 bataillons et demi d'infanterie, 73 escadrons de cavalerie (6 300 cavaliers) et 316 pièces d'artillerie, répartis dans les unités suivantes :
- Corps de cavalerie Berndt (de)
  - 4e et 7e divisions de cavalerie
- XIVe corps (Josef Roth)
  - 2e, 3e et 21e divisions d'infanterie
- Xe corps (Hugo Martiny (de))
  - 24e et 62e divisions d'infanterie
- IXe corps (Rudolf Králíček)
  - 19e et 26e divisions d'infanterie

### 1916
Pendant la trêve hivernale, l'archiduc Joseph-Ferdinand et son supérieur Linsingen se livrent à une petite guerre de prestige, l'archiduc affectant d'ignorer les visites d'inspection dépêchées par Linsingen. Le 26 février, Joseph-Ferdinand est promu colonel-général, ce qui fait de lui le supérieur hiérarchique de Linsingen : le commandement allemand réplique en conférant le même grade à Linsingen et en l'antidatant du 20 février, ce qui lui donne l'avantage de l'ancienneté.
Pendant l'hiver et le printemps 1916, l'armée austro-hongroise établit de solides lignes de défense, une triple ligne d'ouvrages en terre renforcée par des bunkers en béton, appuyée sur la rivière Styr. Bien qu'avertis par leurs services de renseignement, le commandement austro-hongrois et particulièrement l'archiduc Joseph-Ferdinand, chef de la 4e armée, sont totalement pris de court par l'ampleur de l'offensive lancée par le groupe d'armées du général russe Alexeï Broussilov. Des récits d'époque décrivent l'archiduc comme un personnage futile, passant son temps à chasser, se promener en barque et s'amuser avec ses amis princiers,. Un rapport du mois d'avril se montre plus préoccupé de la qualité du clergé que des signes avant-coureurs de l'offensive russe et cite en exemple la bonne « influence morale » des prêtres de la 25e division, en grande partie constituée de Tchèques.
Broussilov, sans attendre la seconde offensive que devaient lancer les armées russes du nord, déclenche l'attaque les 4 et 5 juin avec d'un million d'hommes et 2 000 canons ; il fait un large usage de l'artillerie mais aussi des gaz de combat, déjà employés par les Allemands contre l'armée russe en 1915. En maintenant l'ensemble de ses unités en activité sur un large front, il parvient à dissimuler aux Austro-Allemands la direction de l'attaque principale. Le 5 juin, la 4e armée est en débâcle : les destructions causées par l'artillerie russe rendent l'artillerie et les lignes téléphoniques inutilisables. Des milliers d'hommes, surtout Tchèques et Ruthènes, s'enfuient dans les bois ou se rendent aux Russes.
Le 6 juin, sur l'insistance de von Linsingen, commandant du groupe d'armées germano-austro-hongrois, l'archiduc Joseph-Ferdinand est relevé de son commandement : c'est la première fois qu'un archiduc est ainsi limogé en pleine bataille. Il est remplacé par Karl Tersztyánszky von Nádas. Celui-ci, en prenant le commandement de l'armée, manifeste son mécontentement devant l'état désastreux où il la trouve : « Le fait que la Quatrième Armée ait été délogée de ses fortes positions par un ennemi dont la force n'était pas écrasante, et ramenée en arrière avec de lourds pertes en hommes et en matériel, et que la tête de pont si péniblement conquise sur le Styr n'ait pas été défendue, demande une explication ! » Il demande aux officiers de rechercher et de punir sans pitié ceux qui ont organisé des désertions en masse et abandonné une telle quantité de canons et de mitrailleuses. Mais les punitions ne peuvent pas grand-chose sur une armée au moral lourdement atteint. Le général Martiny, chef du Xe corps, est lui aussi limogé. Il est remplacé par Friedrich Csanády von Békés (hu). Le 29 juin, Csanády ordonne une contre-attaque de la 11e division mais les troupes, épuisées par le terrain boueux, le manque d'approvisionnements et les combats des semaines précédentes, encaissent de lourdes pertes sans aucun gain. Csanády demande à Tersztyánszky l'autorisation de retirer la division du front.
Cependant, l'avance des forces russes s'arrête devant la position fortifiée de Kovel, important nœud ferroviaire couvert par les marais du Pripiat où ils ne peuvent exploiter leur supériorité en cavalerie. La 4e armée se replie sur la Lypa et le Stokhid. L'arrivée en renfort du 40e corps de réserve allemand (général Karl Litzmann) permet, autour du 30 juillet, de stabiliser le front de la 4e armée. Les attaques russes vers Kovel se poursuivent sans succès jusqu'au 12 août.

### 1917-1918
Le 5 mars 1917, Tersztyánszky, à la suite d'un conflit avec le général allemand von Linsingen, doit quitter son commandement. Il est remplacé par Karl von Kirchbach auf Lauterbach. La 4e armée est positionnée dans le secteur de Kalouch.
L'ultime offensive russe de juillet 1917 est rapidement mise en échec par les Germano-Austro-Hongrois. Ceux-ci ripostent par la contre-offensive de Ternopil (de) (19-28 juillet), menée par le groupe d'armées Böhm-Ermolli avec un gros renfort d'unités allemandes. La 4e armée, le Ier corps d'armée allemand (Arnold von Winckler), l'armée du Sud allemande (Felix von Bothmer) et la 2e armée austro-hongroise (sous le commandement personnel de Böhm-Ermolli) alignent 124 bataillons et demi, 24 escadrons et 219 batteries d'artillerie. Les unités austro-hongroises ne jouent qu'un rôle secondaire dans l'opération qui complète la débâcle des forces russes.
Karl von Kirchbach auf Lauterbach est mis en congé pour raisons de santé à partir d'octobre 1917. Après l'opération Faustschlag (13 février - 3 mars 1918) qui permet l'occupation germano-austro-hongroise de l'Ukraine, la 4e armée cesse toute activité. Elle est dissoute le 15 mars 1918. Les éléments des 4e et 2e armées restant en Ukraine fusionnent dans la nouvelle armée de l'Est, force d'occupation commandée par Böhm-Ermolli.

## Commandants
- Moritz von Auffenberg (2 août - 30 septembre 1914)
- Joseph-Ferdinand de Habsbourg-Toscane (30 septembre 1914 - 7 juin 1916)
- Karl Tersztyánszky von Nádas (7 juin 1916 - 5 mars 1917)
- Karl von Kirchbach auf Lauterbach (5 mars 1917 - 15 mars 1918)

## Sources et bibliographie
- (de) Cet article est partiellement ou en totalité issu de l’article de Wikipédia en allemand intitulé « 4. Armee (Österreich-Ungarn) » (voir la liste des auteurs) dans sa version du 30 mars 2018.
- (en) Manfried Rauchensteiner (trad. de l'allemand), The First World War and the End of the Habsburg Monarchy, 1914-1918, Vienne, Böhlau Verlag Wien, 2014 (ISBN 978-3-205-79588-9, lire en ligne)
- (en) Richard L. DiNardo, Breakthrough : The Gorlice-Tarnow Campaign, 1915 : The Gorlice-Tarnow Campaign, 1915, ABC-CLIO, 20 mai 2010, 215 p. (ISBN 978-0-313-08183-5, lire en ligne)
- (en) Prit Buttar, Collision of Empires : The War on the Eastern Front in 1914, Bloomsbury Publishing, 20 juin 2014, 488 p. (ISBN 978-1-78200-972-6, lire en ligne)
- (en) Holger H. Herwig, The First World War : Germany and Austria-Hungary 1914-1918, A&C Black, 24 avril 2014 (ISBN 978-1-4725-1081-5, lire en ligne)
- (en) Geoffrey Wawro, A mad catastrophe : the outbreak of World War I and the collapse of the Habsburg Empire, New York, Basic Books, 2014, 472 p. (ISBN 978-0-465-08081-6, OCLC 1095572063, lire en ligne)
- Yacha MacLasha et Jean Lopez, « Alexeï Broussilov, des Blancs aux Rouges », Guerres et Histoire, no 39, avril 2016.
- (en) Prit Buttar, Russia's Last Gasp : The Eastern Front 1916–17, Oxford, Bloomsbury Publishing, 2016, 472 p. (ISBN 978-1-4728-1278-0, OCLC 964551130, lire en ligne)